# Marry My Dead Body
Pour plus de détails, voir Fiche technique et Distribution.
Marry My Dead Body (chinois : 關於我和鬼變成家人的那件事 ; pinyin : Guānyú wǒ hé guǐ biànchéng jiārén dì nà jiàn shì ; litt. « Quand moi et le fantôme sommes devenus une famille ») est un film policier fantastique taïwanais inspiré du mariage homosexuel à Taïwan, réalisé par Cheng Wei-hao, sorti en 2023. Il est diffusé à partir du 10 août 2023 sur la plate-forme Netflix.

## Synopsis
À Taïwan, un jeune policier homophobe, Wu Ming-han, tombe sous un sortilège. Il doit épouser l'esprit d'un jeune homme décédé, sous peine d'être poursuivi par la malchance. Après avoir perdu son poste, il accepte la cérémonie. Le défunt, Mao Pang-yu, se met à le hanter, mais il ne veut pas de ce mariage forcé, il souhaite se réincarner. Pour cela, Wu Ming-han doit poursuivre les idéaux de militant écologique de Mao Pang-yu, et enquêter sur l'accident de la route qui lui a coûté la vie, avec l'aide de sa collègue Lin Tzu-ching.

## Fiche technique
Sauf indication contraire, les informations mentionnées dans cette section peuvent être confirmées par le générique de fin de l'œuvre audiovisuelle présentée ici, ainsi que par la base de données cinématographiques IMDb,  présente dans la section « Liens externes ».
- Titre original : 關於我和鬼變成家人的那件事
- Titre international : Marry My Dead Body
- Titre français :
- Réalisation : Cheng Wei-hao
- Scénario : Wu Chin-jung et Cheng Wei-hao, sur une histoire originale d'Aliango Lai
- Musique : Kay Liu (chanson de fin : Jolin Tsai)
- Direction artistique : Y. C Kuo et Chen Hsuan-shao
- Costumes : Emma Yuyun Lin et Zoey Su
- Photographie : Chen Chi-wen et Cheng Wei-hao
- Montage : Chen Chun-hung
- Casting : Lucy Chen et Huang Ti-yin
- Production : Lin Shih-ken et Jin Pai-lun
- Production déléguée : Eleanor Chang et Ouyang Sing
- Société de production : Calendar Studios, Bole Film, Vie Vision, Outland Film Productions
- Pays d'origine :  Taïwan
- Langues originales : taïwanais, mandarin
- Format : couleur
- Genre : Film policier fantastique
- Durée : 130 minutes
- Dates de sortie :
  - Taïwan : 10 février 2023
  - Suisse : 1er juillet 2023 (Festival international du film fantastique de Neuchâtel)
  - Monde : 10 août 2023 (Netflix)

## Distribution
- Hsu Kuang-han : Wu Ming-han
- Austin Lin : Mao Pang-yu (Mao Mao)
- Gingle Wang : Lin Tzu-ching
- Tsai Chen-nan : Lin Hsiao-yuan
- Wang Man-Chiao : Mao Chen A-lan
- Tuo Tsung-hua : Mao Cheng-kuo
- Ma Nien-hsien : Chang Yung-kang
- Cheng Chih-wei : le prêtre au temple
- Flower Chen : Chubby
- Chang Zhang-xing : A-Gao
- Cliff Cho : Hsiao-Ma
- Kurt Hsiao : un policier
- Liu Kuan-ting : un policier
- Aaron Yan : Chen Chia-hao
- Chris Lee : le compagnon de Chia-hao

## Distinctions
Sauf indication contraire, les informations mentionnées dans cette section peuvent être confirmées par la base de données cinématographiques IMDb,  présente dans la section « Liens externes ».

### Récompenses
- Festival du film de Taipei 2023 : lauréat du meilleur scénario pour Wei-Hao Cheng et Sharon Wu
- Festival international du film fantastique de Neuchâtel 2023 : prix du public en compétition asiatique

### Nominations
- Festival du film de Taipei 2023 : nomination au prix du meilleur acteur pour Po-Hung Lin